# Draba dolomitica
Draba dolomitica là một loài thực vật có hoa trong họ Cải. Loài này được Buttler mô tả khoa học đầu tiên năm 1969.